# عبد التواب الملا حويش
عبد التواب عبد الله الملا حويش (14 آذار 1942 - ) هو سياسي عراقي سابق وُلد في الفلوجة، وعضو في حزب البعث العربي الاشتراكي، وصار نائب رئيس الوزراء، ووزير التصنيع العسكري حتى احتلال العراق عام 2003. كان على قائمة العراقيين المطلوبين لدى الولايات المتحدة. اعتقلته قوة أمريكية نفذت انزالا جويا على داره الواقعة في منطقة الأعظمية ببغداد في 2 أيار 2003، وأفرج عنه في عام 2006. حيث يعتقد أنه يقيم حاليا في ألمانيا.
أما حسن عبد التواب الملا حويش فقد تقدم بشكوى عام 2012 ضد مدير المخابرات الأردنية الأسبق محمد الذهبي يتهمه فيها بالابتزاز، وأن الذهبي تقاضى مبلغ 5.5 مليون دينار، مقابل التوسط لدى السلطات العراقية للإفراج عن والده.